# FC Olt Scornicești
Fotbal Club (FC) Olt Scornicești – rumuński klub piłkarski, grający w czwartej lidze rumuńskiej, mający siedzibę w mieście Scornicești.

## Historia
Klub został założony w 1973 roku. W 1979 roku wygrał rozgrywki drugiej ligi i wywalczył historyczny awans do pierwszej ligi. W sezonie 1981/1982 zajął 4. miejsce w pierwszej lidze, najwyższe w swojej historii. W najwyższej klasie rozgrywkowej Rumunii FC Olt występował nieprzerwanie do końca sezonu 1989/1990. 

## Sukcesy
- Liga II:

mistrzostwo (1):  1978/1979
- Liga III:

mistrzostwo (2): 1977/1978, 1990/1991

## Historia występów w pierwszej lidze
| Sezon     | Pozycja      | M  | Pkt. | Z  | R  | P  | GZ | GS |
| --------- | ------------ | -- | ---- | -- | -- | -- | -- | -- |
| 1979/1980 | 13.          | 34 | 32   | 14 | 4  | 16 | 46 | 55 |
| 1980/1981 | 7.           | 34 | 35   | 14 | 7  | 13 | 44 | 49 |
| 1981/1982 | 4.           | 34 | 39   | 17 | 5  | 12 | 48 | 41 |
| 1982/1983 | 7.           | 34 | 33   | 14 | 5  | 15 | 47 | 36 |
| 1983/1984 | 10.          | 34 | 33   | 11 | 11 | 12 | 38 | 27 |
| 1984/1985 | 13.          | 34 | 30   | 13 | 4  | 17 | 34 | 52 |
| 1985/1986 | 13.          | 34 | 29   | 11 | 7  | 16 | 42 | 57 |
| 1986/1987 | 7.           | 34 | 35   | 15 | 5  | 14 | 33 | 43 |
| 1987/1988 | 15.          | 34 | 28   | 12 | 4  | 18 | 38 | 63 |
| 1988/1989 | 8.           | 34 | 32   | 12 | 8  | 14 | 38 | 47 |
| 1989/1990 | 18. (spadek) | 34 | 12   | 4  | 4  | 25 | 16 | 76 |

## Reprezentanci kraju grający w klubie
Stan na czerwiec 2015.
| - Ilie Balaci - Ilie Bărbulescu - Adrian Bumbescu - Gheorghe Ceauşilă - Nita Cireaşă - Zoltan Crişan - Florian Dumitrescu - Daniel Gherasim - Sevastian Iovănescu - Marcel Lică | - Gheorghe Mihali - Dorinel Munteanu - Alexandru Nicolae - Dan Petrescu - Victor Pițurcă - Vasile Popa - Martin Radu - Dumitru Stângaciu - Viorel Turcu - Mihai Zamfir |